# NGC 5249
NGC 5249 is een lensvormig sterrenstelsel in het sterrenbeeld Ossenhoeder. Het hemelobject werd op 21 maart 1784 ontdekt door de Duits-Britse astronoom William Herschel.

## Synoniemen
- UGC 8618
- MCG 3-35-15
- ZWG 102.28
- PGC 48134